# Ian Moran
Ian Moran (* 24. August 1972 in Cleveland, Ohio) ist ein ehemaliger US-amerikanischer Eishockeyspieler. Der Verteidiger absolvierte in seiner von 1993 bis 2007 andauernden Profikarriere über 550 Spiele in der National Hockey League für die Pittsburgh Penguins, Boston Bruins und Anaheim Ducks. Mit der Nationalmannschaft der USA nahm er an der Junioren-Weltmeisterschaft 1991 sowie der A-Weltmeisterschaft 1993 teil.

## Karriere
Ian Moran wurde in Cleveland geboren und spielte in seiner Jugend an der Belmont Hill High School in Belmont, einem Vorort von Boston. Im NHL Entry Draft 1990 wurde er an 107. Position von den Pittsburgh Penguins ausgewählt, bevor er sein Heimatland bei der Junioren-Weltmeisterschaft 1991 erstmals auf internationalem Niveau vertrat und mit dem Team USA dabei den vierten Platz belegte. Zum Herbst 1991 wechselte Moran für zwei Jahre an das Boston College. Mit dessen Eishockey-Team, den Boston College Eagles, nahm der Verteidiger am Spielbetrieb der Hockey East teil und wurde dabei in seinem ersten Jahr als Rookie des Jahres ausgezeichnet sowie ins All-Rookie Team gewählt. Nachdem er bei der A-Weltmeisterschaft 1993 den sechsten Rang erreicht hatte, entschloss sich Moran im Sommer 1993 zu einem Wechsel in die Organisation der Pittsburgh Penguins.
Diese setzen ihn vorläufig bei ihrem Farmteam, den Cleveland Lumberjacks, in der International Hockey League (IHL) ein, sodass Moran in seine Geburtsstadt zurückkehrte. Zudem verbrachte er größere Teile der Spielzeit 1993/94 mit der US-amerikanischen Nationalmannschaft, für die er dabei 50 Spiele bestritt. Sein Debüt für die Penguins in der National Hockey League gab Moran schließlich im Rahmen der Stanley-Cup-Playoffs 1995, bei denen er auf acht Einsätze kam. Im weiteren Verlauf etablierte sich der Abwehrspieler im NHL-Aufgebot der Penguins und stand dort regelmäßig auf dem Eis, bis ihn Pittsburgh im März 2003 an die Boston Bruins abgab und im Gegenzug ein Viertrunden-Wahlrecht für den NHL Entry Draft 2003 erhielt.
In Boston erhielt Moran allerdings – unter anderem aufgrund wiederkehrender Verletzungen – zunehmend weniger Einsatzzeit. Den Lockout der Saison 2004/05 verbrachte der US-Amerikaner bei Bofors IK in der zweitklassigen schwedischen Allsvenskan sowie bei den Nottingham Panthers in der britischen Elite Ice Hockey League. Nach nur 12 NHL-Einsätzen in der Spielzeit 2005/06 schloss er sich als Free Agent den Anaheim Ducks an, die ihn allerdings ebenfalls – von einem Einsatz abgesehen – in der AHL bei den Portland Pirates abstellten. Nachdem Moran ab Januar 2007 kurzzeitig für die Eisbären Berlin aktiv gewesen war, unterzeichnete er im Juli 2007 noch einen neuen Vertrag bei den New Jersey Devils. Nach 12 weiteren AHL-Einsätzen in Lowell beendete er schließlich seine aktive Karriere.
Nach seinem Karriereende war Moran unter anderem als Journalist, in der Finanzbranche, als Eishockey-Trainer im Jugendbereich sowie für The Hertz Corporation tätig.

## Erfolge und Auszeichnungen
- 1992 Hockey East Rookie of the Year (gemeinsam mit Craig Darby)
- 1992 Hockey East All-Rookie Team

## Karrierestatistik

### International
Vertrat die USA bei:
- Junioren-Weltmeisterschaft 1991
- Weltmeisterschaft 1993

(Legende zur Spielerstatistik: Sp oder GP = absolvierte Spiele; T oder G = erzielte Tore; V oder A = erzielte Assists; Pkt oder Pts = erzielte Scorerpunkte; SM oder PIM = erhaltene Strafminuten; +/− = Plus/Minus-Bilanz; PP = erzielte Überzahltore; SH = erzielte Unterzahltore; GW = erzielte Siegtore; 1 Play-downs/Relegation; Kursiv: Statistik nicht vollständig)

## Persönliches
Moran ist verheiratet und Vater von vier Kindern.